# Diocese de Guarulhos

Província Eclesiástica de São Paulo.

A Diocese de Guarulhos (Dioecesis Guaruliensis) é uma divisão territorial da Igreja Católica no estado de São Paulo. Foi criada a 30 de janeiro de 1981 pelo papa João Paulo II. Seu território foi desmembrado da Diocese de Mogi das Cruzes.

## Divisão territorial
A Diocese de Guarulhos possui 45 paróquias e 1 Área Pastoral. São 64 padres entre seculares e religiosos.

## Bispos
| #  | Nome                            | Período    | Notas                             |
| -- | ------------------------------- | ---------- | --------------------------------- |
| 4º | Edmilson Amador Caetano, O.Cist | 2014–atual |                                   |
| 3º | Joaquim Justino Carreira        | 2011–2013  |                                   |
| 2º | Luís Gonzaga Bergonzini         | 1991–2011  |                                   |
| 1° | João Bergese                    | 1981–1991  | Nomeado Arcebispo de Pouso Alegre |